# 大奥〜誕生［有功・家光篇］
『大奥〜誕生［有功・家光篇］』（おおおく たんじょう［ありこと・いえみつへん］）は、2012年10月12日より12月14日までTBS系列の金曜ドラマ枠（毎週金曜22時 - 22時54分〈JST〉）で放送された日本の連続テレビ時代劇。
よしながふみによる漫画、『大奥』の実写映像化シリーズの第2作で、第1作の映画『大奥』（2010年）の続編かつ前日譚にあたる内容である。さらに放送終了後の2012年12月22日より、本作の次世代を描く続編映画『大奥〜永遠〜［右衛門佐・綱吉篇］』が公開された。
他の大奥をテーマとした諸作品（フジテレビ版ドラマなど）と違い、歴史上実在した人物は一部性別が逆転して登場する歴史改変SFである。このため、前作映画と同様、キャッチコピーなどで「男女逆転」が強調されている。

## 概要
赤面疱瘡（あかづらほうそう）という架空の伝染病によって若い男性の比率が極端に減少し、男女の立場が逆転した日本の江戸時代で運命に翻弄される大奥の人々を描くシリーズ。第1作『大奥』は原作第1巻を基にした映画作品で、女性の徳川吉宗の時代が描かれたが、本作は原作2 - 4巻を基に連続テレビドラマとして制作され、時代をさかのぼって「全ての男女逆転はここから始まった…。」をキャッチコピーとし、ジェンダーの男女逆転が起きた背景、女将軍徳川家光の誕生および側室・万里小路有功（史実上のお万の方）との愛が描かれる。
2012年12月にTwitterが発表した1年間のトレンド（Twitter上での会話の盛り上がりの指針）では、本作はテレビドラマのランキングで5位を記録している。主演陣の演技は高く評価され、堺雅人と多部未華子は本作における演技でギャラクシー賞などを受賞している。

## 企画・制作
メイン演出は前作の映画を監督した金子文紀が務め、以上3作の映像作品はプロデューサーも共通している同一のプロジェクトである。主演は堺雅人で、万里小路有功を演じ、ヒロインにあたる家光役は多部未華子が演じる。なお、堺雅人は『大奥〜永遠〜』でも主演として右衛門佐を演じ、同プロジェクト内での一人二役となる。これは原作漫画で有功と右衛門佐の姿が似せて描かれていることから発想された。
撮影は同年8月10日から滋賀県と京都府近郊で始まり、11月下旬頃にクランクアップした。また、金曜ドラマ枠としては初めて、民放では2012年3月まで放送された『逃亡者 おりん2』（テレビ東京）以来、半年振りに放送された時代劇であり、1990年代後半から退潮の加速したテレビ時代劇に、原作漫画読者である若い世代や女性層を視聴者に取り込む新しい試みとして注目された。

## 放送・配信
初回は15分拡大（22:00 - 23:09）で放送された。第6話は野球中継『侍ジャパンマッチ2012 日本×キューバ』のため当初22:30 - 23:24の放送予定だったが、野球放送延長のため23:00 - 23:54で放送された。
本作は台湾でも放送されている。放送局は台湾の大手ケーブルテレビ「ビデオランド」のチャンネル・緯來日本台で、2012年10月13日（日本での放送翌日後）から日本語音声のまま繁体中国語字幕付きで放送された。日本国外で日本の連続テレビドラマが翌日に放送されるのは史上初である。台湾でのタイトルは『大奧【男女・逆轉】』。
インターネット配信では、TBSオンデマンドにより放送2日後の毎週日曜日23:00より最新話が有料配信された。

## あらすじ
ドラマ版のストーリーは原作漫画の2 – 3巻のストーリーにほぼ忠実に描かれている。この中で大きな相違点となるのは、原作で家光篇に並行して描かれる農民・神原さとのエピソードが登場しないこと、稲葉正勝の妻・雪とその子供たちがドラマのオリジナルキャラクターとして登場する展開である。以下はオリジナル部分の話の流れである。
稲葉は男子の家光の死と同時に、実母・春日局の発案で公の場で彼になりすますために赤面疱瘡で死亡したことにされ、「遺族」である妻子にもその事実は伝えられない。正勝は頭巾で顔を隠して江戸城内の隠し部屋に生活し、妻子を偲びながら生き続ける。第4話で正勝の七回忌を執り行った雪は、姑の春日局に対し夫が実は生きているのではないか、という疑惑をぶつけるが、その訴えは一蹴される。ある日、雪と子供たちは大奥に春日局を訪ね、正勝はその様子を密かに覗き見る。息子の鶴千代は元服して正則と名乗り、将軍に謁見するため江戸城を訪れる。頭巾姿で息子と対面する正勝は、正則を傍に寄らせあくまでも家光としてではあるが優しい言葉をかける。正則は感激してその様子を母に報告し、正勝は一人で息子の成長に喜びを噛みしめる。
しかし、間もなく正則は赤面疱瘡に感染し死去、雪は他の大名たちの例に習い、正則の妹・野乃を男装させて正則を名乗らせ、稲葉家の家督を継がせる。しかし、女子の家光が女将軍であることを明らかにしたことによって、野乃は男装をやめ女子として当主となる。雪はなおも夫との再会を望むが、野乃は父の行動は自ら望んでのことであろうと考え、母にあきらめるように言う。雪は、正勝が死んだとされる日に彼と起こした小さな諍いを後悔していたことを野乃に語る。その頃正勝は、家光の影武者という役目を終えて江戸城にいたが、将軍としての立場の孤独を知った家光に気遣われ、出家し死んだ息子の菩提を弔い生き続けるよう命じられる。しかし、正勝は家光を支える自らの役目に誇りを持ち、それを全うすることを望んで江戸城に留まる。そして家光が薨去したのち、正勝はその後を追って殉死し、死んだ正則の霊が彼を迎えに来る。雪と野乃の元には正勝の遺言状が届けられ、そこには別れる前の雪との諍いを謝り、良き妻であったという言葉が書かれていた。雪は正勝の死を確信するが、彼は使命を全うしたのだと悟り、野乃とともに公務の準備に励むところで稲葉家の物語は終了する。

## 登場人物
登場人物の細かな詳細については大奥 (漫画)を参照する。また、劇中に登場する人物と同一の場合は大奥 (漫画)から引用する。

### 主要人物
万里小路有功（までのこうじ ありこと）
演 - 堺雅人
公家・万里小路家の三男。万里小路家が財政逼迫の折、出家し慶光院院主の位を与えられる。院主継目御礼の挨拶で江戸城を訪れたが、春日局の脅迫により還俗して大奥入りし御中﨟の一人となる。将軍である少女の家光に、戯れにお万（おまん）と名付けられるが、恋愛関係になってからは有功と呼ばれている。家光から賜った子猫に若紫（演：たま・こたま）と名付けて飼い、それをきっかけに家光が有功のもとを訪れるようになる。やがて家光と心を通わせて結ばれるが、二人の間に子ができないため春日局により寝所（しんじょ）から遠ざけられ嫉妬に苦しむこととなる。大奥内で次第にリーダーシップを発揮し、病に倒れた捨蔵や春日局を献身的に看護し信頼を得て、春日局の死後空席であった大奥総取締の座につき、お万の方と呼ばれることになる。次代の将軍選びに対して家光に意見を求められ、争いごとを避けるため長幼の序に従い千代姫を推し、家光もそれを採用する。家光の最期を看取り、死後は彼女の遺言に従って将軍家綱となった千代姫の後見として江戸城に留まる。
徳川家光（とくがわ いえみつ）
演 - 多部未華子（幼少期：庵原涼香）
三代将軍になりすます姫。女名は千恵（ちえ）だが、第1話の稲葉の言葉によれば大奥内ではあくまでも父・家光の影であり名前のない存在とされている。父である男子の家光が庶民の女性・お彩を強姦して生まれた落胤。父の死により春日局らに無理矢理江戸城に連れ去られ、男装させられ将軍の小姓のふりをしている。14歳で武士に凌辱され懐妊し、15歳で女児を出産するがその赤子は生後間もなく死亡したという過去を持っている。有功と愛し合うようになってからは部屋では女の姿に戻り、春日局の死後に初の女将軍を宣言して公私ともに女性として振舞うようになる。最愛の人である有功との間に子が生まれず、側室たちとの間にも姫君だけが生まれている。
玉栄（ぎょくえい）/ お玉（おたま） → 桂昌院（けいしょういん）
演 - 田中聖（当時KAT-TUN）（幼少期：田中陽太）
有功の弟子。幼少期に両親と死に別れ道端で行き倒れているところを有功に助けられる。有功を強く慕っており、彼に付く部屋子（へやこ）として大奥入りする。角南らの嫌がらせに憤るも彼らに性的虐待や暴行を受け、殺意を抱くがそのことを誰にも言わず隠している。その復讐のため、家光のかわいがっていた若紫を殺して角南を陥れ、自害に追い込んだが、のちに有功に気付かれ悔悟することになる。子をなす能力のない有功の願いにより、家光の側室になってお玉と名付けられる。有功以外の側室、特にお夏には嫌味を言われることもあり、対抗心を抱いている。家光との間に三女の徳子姫をもうけ、かつて隆光に予言された「天下人の父」になる野望を抱くが、有功の意見により打ち砕かれたことに不満を示す。しかし、家綱の将軍就任に伴い徳子姫が江戸城を離れる頃には全てを受け入れ、姫とともに江戸城を去る。
続編となる映画『大奥〜永遠〜』では、老境の姿を西田敏行が演じる。

### 稲葉家
稲葉正勝（いなば まさかつ）
演 - 平山浩行（幼少期：玉山詩）
丹後守。春日局の息子で幼名は千熊（せんくま）。男子の家光の死後影武者として将軍になり済まし、頭巾で顔を隠し公の場で家光の振りをしている。稲葉自身は赤面疱瘡で死んだことにされているため、普段は隠し部屋に住まい、妻子のことを偲びながら暮らしている。初めは有功と頭巾姿で対面し、のちに有功に正体を明かして千恵が家光に入れ替わった背景を説明する。自分の人生については男性の家光が死んだときに殉死するはずだったと言い、全てを「さだめ」と受け入れている。
雪（ゆき）
演 - 南沢奈央
正勝の妻。ドラマオリジナルキャラクター。正勝が死んだことを信じていない。
鶴千代（つるちよ） → 稲葉正則（いなば まさのり）
演 - 西山潤（第4 - 8話・最終話）
正勝の嫡男。第2話からさかのぼって11年前に誕生。第6話で元服して家督を相続し美濃守となり、正則と名乗る。第8話で赤面疱瘡で死去する。
野乃（のの） → 稲葉正則
演 - 幼少期：荒田悠良（第4 - 5話） / 少女期：山本舞香（第8 - 最終話）
正勝の長女。死んだ兄に代わり、男装して稲葉家の家督を継ぐことになるが、家光の女将軍宣言により女子の姿に戻り正式に稲葉家当主として生きていく。幼くして別れた父の顔は覚えていない。

### 家光と有功の周辺人物
村瀬正資（むらせ まさすけ） / ナレーション
演 - 尾美としのり
春日局の命により有功のお世話係となる。京言葉を改めさせるなど強い態度に出るが、基本的には大奥内のしきたりなどを有功と玉栄に丁寧に説明し、忠実に仕えている。病床の春日局に大奥での記録『没日録（ぼつじつろく）』の執筆を命じられ、有功によって大奥内の文書を担当する御右筆（ごゆうひつ）に任命される。
万里小路有純（までのこうじ ありずみ）
演 - 小日向文世（友情出演 / 第1話）
有功の父。由緒正しき公家の当主。
明慧（みょうけい）
演 - 駿河太郎（第1 - 2話）
有功の弟子。有功を脅迫し還俗させる目的で、彼の目の前で澤村伝右衛門に殺される。
徳川家光（とくがわ いえみつ）
演 - 岩井秀人（第1話）（幼少期：藤原明都 / 第3話）
徳川三代将軍。千恵の父。男色家であるが、世継ぎをもうける重圧の苛立ちからお忍びで外出の際に庶民の女性を強姦し、千恵をもうけた。嫡男を残せないまま赤面疱瘡で薨去し、その死は隠蔽される。
お彩（おさい）
演 - 永田沙紀（第1・3話）
千恵の母親。
とよ
演 - 花田福代（第3話）
千恵の乳母。
千代姫（ちよ ひめ） → 徳川家綱（とくがわ いえつな）
演 - 幼少期：河野百花（第8話） / 少女期：庵原涼香（二役・最終話）
家光と捨蔵の間に生まれた姫。長女。算術は苦手で物語などを好み、有功になついている。家光の死後、幼くして四代将軍家綱となる。
長子姫（ながこ ひめ）
演 - 牛島七菜子（最終話）
家光とお夏の間に生まれた姫。次女。姉の千代姫の居眠りを母に言いつけることもある。家光の死後、妹の徳子と同額の石高を得て江戸城を離れる。
徳子姫（とくこ ひめ） → 徳川綱吉（とくがわ つなよし）
演 - 古野本二葉（最終話）
家光と玉栄の間に生まれた姫。三女。怪我をしても泣かずに痛みをこらえる気丈な性格で、幼い頃から父の玉栄に次代の公方様になるのだと教え込まれている。家光の死後、元服して綱吉と名乗り、姉の長子と同額の石高を得て玉栄とともに江戸城を離れる。
続編である映画『大奥〜永遠〜』では菅野美穂が演じ、館林藩主を経て五代将軍となるヒロインである。
矢島（やじま）
演 - 阪田瑞穂（第6 - 8話）
千代姫の乳母。
澤村伝右衛門（さわむら でんえもん）
演 - 内藤剛志
剣術指南役。春日局に仕える武士。その命により有功のお目付け役となる。春日局の命令には絶対服従し、口封じのための殺人など、汚れ仕事を平然とこなす。
磯山プロデューサーによる内藤の起用は『不機嫌な果実』以来15年ぶり。
春日局（かすが の つぼね）
演 - 麻生祐未（幼少期：吉村心琴）
大奥総取締役。諱はお福（おふく）。男性の家光の死後、その死による国家の混乱を防ぎ徳川家の存続をはかるため、事実の隠蔽と日本国の鎖国政策、大奥内の男女逆転を発想し実行に移させた張本人である。先代家光の病状回復を祈願して、薬断ちの誓いを守っていたため、ついには病に倒れてしまう。有功の看病を受ける病床の中、自身の死後の大奥を託す。最後は息子の正勝らに見送られ死去。

### 御中﨟
捨蔵（すてぞう） / お楽（おらく）
演 - 窪田正孝（第4 - 6・8話）
町人の青年。古着屋の息子だが家業を手伝わず、江戸の女たちを相手にジゴロのような生活を送っていたところを、春日局に見出され御中﨟となる。家光との間に千代姫をもうけ「お腹様」となり、お楽と名づけられるが、その直後の大奥内での事故により下半身に麻痺が残り、男性機能を失って寝たきりになる。赤面疱瘡に感染し、第8話で死去する。
窪田のキャスティングはNHKドラマ『下流の宴』で福原翔役の演技を見た磯山プロデューサーのアイデアによる。
溝口左京（みぞぐち さきょう） / お夏（おなつ）
演 - 市川知宏（第6 - 7・9 - 最終話）
武家の名門の男子。春日局に請われ御中﨟となる。日焼けして浅黒い肌であることから家光にお夏と名付けられる。家光の寝所に玉栄を送り込んだ有功に嫌味を言い、家光との間にもうけた次女の長子姫を次期将軍にしようと、病に倒れた家光の枕元で我が子の有能さを訴える。
角南重郷（すなみ しげさと）
演 - 戸次重幸（第2 - 3話）
御中﨟。勝田、和田と示し合わせて有功の食事の椀にネズミの死骸を入れたり、部屋の前に生ごみを撒き散らすなどの嫌がらせをする。第3話で玉栄の策略によって若紫殺害の嫌疑を掛けられ、切腹して死去する。
和田正隆（わだ まさたか）
演 - 遠藤要（第2 - 6・8話）
御中﨟。角南とともに嫌がらせに加わり玉栄を暴行した一人だが、角南の死後は有功を尊敬し、彼に与えられた大奥内の役目をこなすようになる。将軍の食事の毒見役を担当する。
勝田頼秀（かつた よりひで）
演 - 夙川アトム（第2 - 6・8話）
御中﨟。和田と同様の流れで有功に与えられた役目をこなすようになる。有功によって大奥の日用品の買い物を担当する表使（おもてづかい）に任命される。

### 六人衆とその関係者
松平信綱（まつだいら のぶつな）
演 - 段田安則
伊豆守。幕府の重臣で家光側近の「六人衆」の一員で、最終話では老中に任命される。家光の死とその後の入れ替わりを知る数少ない者の一人。自身の息子たちを赤面疱瘡で亡くし、家光が女将軍を宣言するまで、六人衆らには内緒で娘のしずを男装させ嫡男の輝綱のふりをさせていた。家光の死後は世間の非難を受けながらも、家綱の治世を支えるため殉死せず生きる道を選ぶ。
松平信綱の妻（まつだいらのぶつな の つま）
演 - 生稲晃子（第1・6話）
信綱の妻。赤面疱瘡で2人の息子を亡くし悲しみに暮れ、しず（輝綱）の現状を嘆いている。
松平輝綱（まつだいら てるつな） / しず
演 - 小澤美和（第6 - 最終話）
信綱の娘。甲斐守。松平家跡取りの兄たちを亡くし、その代わりに父の命令で男装させられている。本人は不本意であるが両親にはその素振りを見せず、日に日に男性的な振る舞いが板に付いてきている。家光の女将軍宣言に従って男装をやめ、女子として正式な跡取りとなる。
堀田正盛（ほった まさもり）
演 - 菅原卓磨（第1・4・6 - 最終話）
「六人衆」の一員。稲葉正勝が家光の影武者であることは「六人衆」の面々は知っている。女子の家光の死後殉死する。
阿部忠秋（あべ ただあき）
演 - 柴田善行（第1・4・6 - 最終話）
「六人衆」の一員。最終話では老中に任命される。
阿部重次（あべ しげつぐ）
演 - 浅田祐二（第1・4・6 - 最終話）
「六人衆」の一員。女子の家光の死後殉死する。
太田資宗（おおた すけむね）
演 - 井上久男（第1・4・6 - 最終話）
「六人衆」の一員。
三浦正次（みうら まさつぐ）
演 - 朝良晃三（第1・4・6 - 最終話）
「六人衆」の一員。

### 幕府の関係者
酒井忠勝（さかい ただかつ）
演 - 栗塚旭（第7話）
大老 讃岐守。八朔御祝儀御礼の挨拶で忠朝を伴い江戸城へ登城する。
酒井忠朝（さかい ただとも）
演 - 鈴木伶奈（第7 - 9話）
備後守。松平輝綱と同様に、家督を継ぐ者がおらず男装をしているが、家光の女将軍宣言と共に女子の姿に戻る。
大目付（おおめつけ）
演 - 木谷邦臣（第7 - 9話）
幕府の役職。八朔および新年の儀礼で諸大名の呼び出し役を担当する。

### その他
小菊（こぎく）
演 - 原田夏希（第1話）
有功に女犯の罪を着せるために春日局が派遣した吉原遊廓の遊女。有功の夜伽の相手をし、その後春日局の命令により始末される。
よつ葉（よつば）
演 - 吉倉あおい（第1話）
吉原遊廓の遊女。有功が見ている前で春日局の命令により澤村伝右衛門に殺される。
桔梗（ききょう）
演 - 村上佳子（第1話）
吉原遊廓の遊女。小菊同様に春日局の命令により始末される。
武士（ぶし）
演 - 西尾秀隆（X-GUN / 第3話）
城内で家光とは知らずに暴行した武士。凌辱後家光に斬り殺される。
お栄（おえい）
演 - 吉田羊（第4話）
捨蔵の交際相手の一人。他の女たちに見せつけるように希少な美男子の彼と睦みあい、それと引き換えに金を貢いでいる。
お紺（おこん）
演 - 田野アサミ（第5話）
捨蔵の交際相手の一人。大店の娘。
部屋子（へやこ）
演 - 大河原優太（第5話）
捨蔵付きの部屋子。
隆光（りゅうこう）
演 - 又吉直樹（ピース / 第7話）
托鉢僧。玉栄が将来「天下人の父」になると予言する。映画『大奥〜永遠〜』での後の姿は堺正章が演じた。
小間物屋（こまものや）
演 - 沢井桃子
家光が訪れた小間物屋の女主人。家光に対し倅を一時八両で相手をさせると持ちかける。
お安（おあん）
演 - 小野愛寿香（第8話）

## 受賞歴
- 第50回ギャラクシー賞
  - 個人賞（テレビ部門）（堺雅人）[14]
- 第75回ザテレビジョンドラマアカデミー賞
  - 助演女優賞（多部未華子）[15][16]

## スタッフ
- 原作：よしながふみ『大奥』（白泉社 / 『MELODY』連載）
- 脚本：神山由美子
- 音楽：村松崇継
- 監督：金子文紀、渡瀬暁彦、藤江儀全
- 演出補：藤江儀全、兼崎涼介、工藤将亮、土屋圭
- 音楽プロデュース：志田博英
- 音楽コーディネート：溝口大悟、千田耕平
- 撮影：山中敏康、大西正伸
- 映像：木部伸一郎
- 美術：小出憲、松崎宙人、楢木香名子
- 照明：川南秀之、山崎博司、金谷守、中井新、稲田雄太、仲宗根理、高田玄鎮、宇山智久、川戸貴宏、藤原世一、桃原聖二
- 音声：清水貴幸、島田宜之、澤村開
- 編集：松尾茂樹
- 音響効果：亀森素子、深井翠子
- CG：白石哲也、小坂一順
- 床山：大村弘二、川田政史
- かつら：山崎浩彦
- 結髪：北川真樹子、松浦真理
- 特殊メイク：中田彰輝、飯田文江、橋本隆公、岡田槙、松田紗也佳、串淵徹也、土橋史典、道譯唯
- 時代考証：大石学、竹村誠、井上寛介
- 言語考証：大石こずえ
- 方言指導：桃山みつる
- 所作指導：木谷邦臣、星野美恵子
- 殺陣：清家三彦
- 和楽監修：中本哲
- キャットトレーナー：出口しのぶ、出口順
- プロデューサー：磯山晶 / 荒木美也子（アスミック・エース）
- プロデューサー補：福田亮介
- 制作協力・シリーズ設計：アスミック・エース
- 製作・著作：TBS

## 主題歌
- MISIA「DEEPNESS」（アリオラジャパン）

この楽曲はドラマのための書き下ろしである。MISIAは、原作の漫画も読んだ上で制作にあたった。そして作品の世界を「非常に閉ざされた世界」で「この人のためだけに生きる」人々の集合体ととらえ、ひとりのために深く愛を注ぐ人物たちの生きる「大奥」を「心の奥深い場所」と解釈してタイトルを「DEEPNESS」とした。
MISIAは、このドラマに続く映画『大奥〜永遠〜［右衛門佐・綱吉篇］』でも主題歌を担当する。

## 放送日程
| 各話                                                      | 放送日         | サブタイトル                                 | 演出     | 視聴率 |
| --------------------------------------------------------- | -------------- | -------------------------------------------- | -------- | ------ |
| 第1話                                                     | 2012年10月12日 | 将軍は少女!?全ての男女逆転はここから始まった | 金子文紀 | 11.6%  |
| 第2話                                                     | 2012年10月19日 | ここは嫉妬が渦巻く男の園                     | 金子文紀 | 10.6%  |
| 第3話                                                     | 2012年10月26日 | あなただけを救うために私は生まれた…          | 金子文紀 | 7.9%   |
| 第4話                                                     | 2012年11月02日 | 実らない果実、忍び寄る毒蛇                   | 渡瀬暁彦 | 7.6%   |
| 第5話                                                     | 2012年11月09日 | 愛する女が他の男に抱かれる夜                 | 渡瀬暁彦 | 8.9%   |
| 第6話                                                     | 2012年11月16日 | あなたは母になり、強くなり美しくなった       | 藤江儀全 | 9.0%   |
| 第7話                                                     | 2012年11月23日 | 私の分身私の献身                             | 金子文紀 | 7.1%   |
| 第8話                                                     | 2012年11月30日 | 春日局死す、初の女将軍誕生                   | 渡瀬暁彦 | 7.0%   |
| 第9話                                                     | 2012年12月07日 | あなたの身も心も私のものに                   | 渡瀬暁彦 | 7.0%   |
| 最終話                                                    | 2012年12月14日 | あなたのためだけに生きる                     | 金子文紀 | 8.3%   |
| 平均視聴率 8.6%（視聴率は関東地区・ビデオリサーチ社調べ） |                |                                              |          |        |

## 関連商品
Blu-ray・DVD-BOX
発売元：TBS、販売元：アスミック・エース、いずれも2013年4月24日発売
Blu-ray・DVD-BOX・ともに6枚組（本編ディスク5枚＋特典ディスク1枚）、収録分数465分、リージョンナンバー／2（NTSC・日本市場向け）
同日にレンタルも開始される。
大奥〜誕生［有功・家光篇］オリジナルサウンドトラック
発売元：Anchor Records、2012年12月19日発売